# Victor Tatin

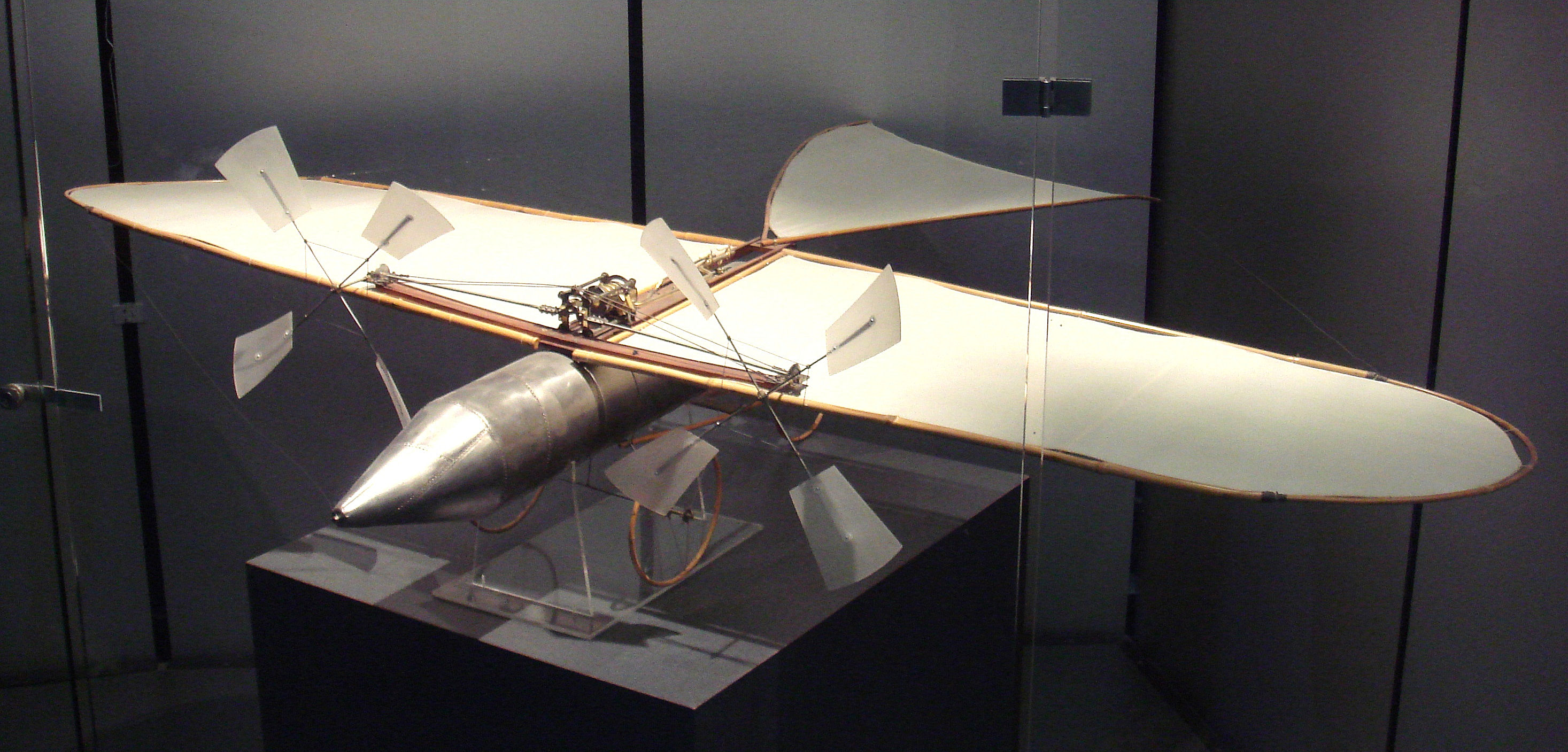
Aéroplane v Musée de l'air et de l'espace

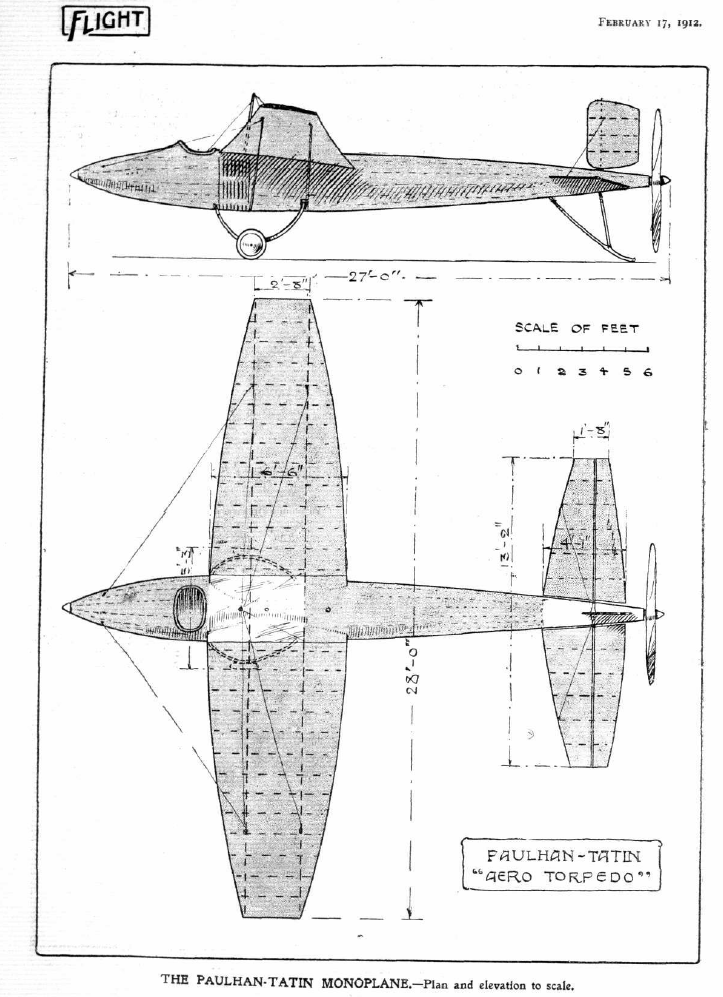
Paulhan-Tatin Aéro-Torpille No.1

Victor Tatin (1843–1913) byl francouzský průkopník letectví. V roce 1879 sestrojil Aéroplane, první model letounu, který vzlétl vlastní silou po rozjezdu ze země.
Jednoplošný model o rozpětí křídel 1,90 m a hmotnosti 1,8 kg měl dvě vrtule a byl poháněn motorem na stlačený vzduch. Létal na kruhové dráze, upoután k sloupku v jejím středu. Pokusy probíhaly na vojenské základně v Chalais-Meudonu. Model dosáhl rychlosti 8 m/s. Dochovaný exemplář je vystaven v pařížském Musée de l'air et de l'espace.
Mezi roky 1890 až 1897 Tatin a Charles Richet experimentovali s modelem, poháněným parním strojem, s rozpětím 6,6 m, o hmotnosti 33 kg, s tažnou a tlačnou vrtulí. Podařil se jim let na vzdálenost 140 m při rychlosti 18 m/s. V letech 1902–1903 spolupracoval Tatin s Maurice Malletem na stavbě vzducholodi Ville de Paris pro Henri Deutsche de la Meurthe a roku 1905 navrhl vrtuli použitou Traianem Vuiou na jeho experimentálním letounu. V roce 1908 zkonstruoval neúspěšný jednoplošník s tlačnou vrtulí, který byl vystaven v letecké sekci pařížského autosalonu.
Roku 1911 spolupracoval s Louisem Paulhanem na konstrukci Aéro-Torpille No.1, jednoplošníku s aerodynamicky tvarovaným torpédovitým trupem. Rotační motor Gnome Omega, uložený uvnitř trupu, poháněl dlouhým hřídelem tlačnou vrtuli, umístěnou za ocasními plochami. V únoru 1912 typ dosáhl rychlosti 150 km/h.

## Dílo
- Éléments d'aviation, H. Dunod & E. Pinat, Paris 1908.
- Théorie et pratique de l'aviation‎, H. Dunod & E. Pinat, Paris 1910.